# 丰收乡 (敖汉旗)
丰收乡，是中华人民共和国内蒙古自治区赤峰市敖汉旗下辖的一个乡镇级行政单位。

## 行政区划
丰收乡下辖以下地区：
凤凰岭村、丰收村、门斗营子村、马架子村、格斗营子村、白杖子村、房申村、东八家村、城兴太村、白塔子村、三家村和杏核营子村。